# Демітрюкова Тетяна Яківна
Демітрюкова Тетяна Яківна (рос. Демитрюкова Татьяна Яковлевна) — радянська режисерка монтажу.
Народилася 1904 року в Санкт-Петербурзі.
Працювала На Київській кінофабриці «Українфільм» (стрічки «Прометей» (1936), «Наталка Полтавка» (1936) та ін.), потім — на студії «Київнаукфільм».
Померла 1965 року в Києві.